# The Future is What is Used To Be
The Future is What We Used to Be è un album in studio del gruppo musicale canadese The Guess Who, pubblicato nel 2018.

## Tracce
1. when We Were Young – 3:16
2. Running Blind – 3:01
3. Talks All the Time – 5:36
4. Baby's Come Around – 5:24
5. Haunted – 4:34
6. In America' – 3:32
7. New Love – 3:53
8. Play On the Radio – 4:21
9. Good Girl' – 3:32
10. New Love – 3:30

## Formazione
- Donnie McDougall – voce, tastiera
- David Inglis – chitarra, cori
- Jim Kale – basso, cori
- Garry Peterson – batteria